# Lingerhahn
Lingerhahn település Németországban, Rajna-vidék-Pfalz tartományban. Lakosainak száma 509 fő (2023. december 31.). Lingerhahn Damscheid, Laudert és Pfalzfeld községekkel határos.

## Népesség
A település népességének változása:
| Lakosok száma | 361  | 468  | 474  | 488  | 514  | 521  | 509  |
|               | 1975 | 2010 | 2017 | 2019 | 2021 | 2022 | 2023 |